# Rudy Markussen
Rudy Markussen, soprannominato Hard Hitter (Copenaghen, 24 luglio 1977), è un ex pugile danese, già campione dei pesi supermedi per la WBO e l'EBU.
Il 16 novembre 2002 sfidò Sven Ottke nella Nürnberg Arena di Norimberga per il titolo mondiale dei supermedi della IBF, ma perse il match con decisione unanime da parte dei 3 giudici, che assegnarono tutti il punteggio di 116-112 in favore di Ottke.